# Cladobotryum rubrobrunnescens
Cladobotryum rubrobrunnescens är en svampart som beskrevs av Helfer 1991. Cladobotryum rubrobrunnescens ingår i släktet Cladobotryum och familjen Hypocreaceae.   Inga underarter finns listade i Catalogue of Life.